# Першомартовці
Першомартовці — терористи, члени «Народної волі», які організували вбивство 1 березня 1881 російського імператора Олександра II (виконавець — Г. Гриневицький) під керівництвом С. Перовської.
За день до царевбивства поліція заарештувала головного організатора вбивства імператора Олександра II, члена Виконавчого комітету «Народної волі» А. Желябова. У тюрмі він дізнався про вбивство на набережній Катерининського каналу царя й арешт єдиного терориста М. Рисакова, який першим кинув бомбу в карету імператора, але невдало. Останній виказав слідству все, що знав про народовольців.
Арешти учасників убивства імператора Олександра II були закінчені до середини березня 1881 року. З 26 по 29 березня відбувався суд над А. Желябовим, С. Перовською, М. Кибальчичем, Т. Михайловим, М. Рисаковим та Г. Гельфман. 30 березня 1881 їм було ухвалено смертний вирок. Г. Гельфман, яка була вагітною, смертну кару під натиском світової громадськості було замінено на довічне ув'язнення. 3 квітня 1881-го на Семеновському плацу терористів повісили. Це була остання привселюдна страта в Російській імперії. Михайло Грушевський віднайшов у вбивстві російського імператора Олександра II «український слід», оскільки А. Желябов, С. Перовська, М. Кибальчич та ще 10 терористів мали зв'язки з Україною.
Також «першомартовцями» називають і членів терористичної фракції «Народної волі», які невдало спробували вчинити 1 березня 1887 теракт проти російського імператора Олександра III («Друге 1 березня»). Департамент поліції МВС із допомогою Харківського головного жандармського управління попередив спробу замаху на царя й заарештував 15 терористів. З 15 по 19 квітня 1887-го над ними відбувся суд, який ухвалив смертний вирок усім підсудним, 11 з них подали прохання про помилування. П. Андреюшкіна, В. Генералова, В. Осипанова, О. Ульянова та П. Шевирьова 8 травня 1887 повісили в Шліссельбурзькій фортеці. Решта терористів дістали покарання від довічного ув'язнення до 10 років каторжних робіт, або поселення в Сибіру.